# Parmak (Einheit)
Das Parmak, auch Parmah, war ein türkisches Längenmaß, eigentlich Finger, und entsprach dem Maß Zoll.
- 1 Parmak = 12 Hatt (1 H.≈ 0,0026 Meter) = 144 Noktás (1 N. ≈ 0,00022 Meter) = 0,032 Meter

Der Architekten-Arschin Zira-i-mimary mit 0,758 Meter hatte 24 Parmak.